# Équipe des Tonga de rugby à XV
L'équipe des Tonga de rugby à XV rassemble les meilleurs joueurs des îles Tonga. Les Tongiens jouent en maillot rouge, short blanc, bas rouges avec une rayure blanche.
L'équipe des Tonga est surnommée Ikale Tahi (Aigles des mers). Comme leurs voisins de Polynésie, les Tongiens font leurs danse et chant de guerre (haka),  Kailao (chant : Sipi Tau), avant chaque match.
Les Tonga font partie de la Pacific Islands Rugby Alliance avec les fédérations des Fidji et des Samoa.
Bien que la population dépasse à peine 100 000 habitants et que moins de 800 joueurs pratiquent le rugby à XV en catégorie senior, les Tonga possèdent une équipe nationale de bon niveau. De nombreux joueurs tongiens se sont expatriés pour pratiquer le rugby au niveau professionnel. Les plus célèbres sont Willy Ofahengaue et Toutai Kefu qui ont joué avec l'équipe d'Australie, Jonah Lomu et Isitolo Maka qui ont joué avec les All Blacks.

## Historique
Le rugby a été introduit dans les îles Tonga au début du XXe siècle par les missionnaires. La fédération tongienne de rugby fut créée en 1923.
Pour son premier test-match disputé à Nuku'alofa en 1924, l'équipe des Tonga bat celle des Fidji par 9 points à 6. Cependant les Tonga perdent la revanche et le troisième match se termine par un résultat nul.
Fidji et Tonga ont joué des séries de trois test-matchs tous les deux ans. Ces matchs étaient très disputés, certains devant même être interrompus, comme en 1928.
Les Tonga rencontrent pour la première fois leurs voisins des îles Samoa en 1954. Les Tongiens battent les Māori de Nouvelle-Zélande en 1969, mais ont dû attendre 1973 pour disputer deux autres test-matchs contre l'Australie. L'année suivante, les Tonga font une tournée en Grande-Bretagne, le match contre l'équipe du pays de Galles se terminant sur le score de 7 à 26. Les Tonga remportent une seule victoire en dix matchs disputés pendant cette tournée.
Les Tonga restent peu connus dans le domaine du rugby jusqu'en 1986, lorsque l'équipe du pays de Galles fait une tournée dans les îles du Pacifique. Le match Tonga-pays de Galles (7-15) fait sensation par les brutalités commises, Jonathan Davies qualifiant l'équipe des Tonga de la plus sale et irrégulière qu'il ait jamais rencontrée. Ces deux équipes se retrouvèrent l'année suivante lors de la Coupe du monde de rugby 1987, les esprits sont alors apaisés et le pays de Galles l'emporte sans gloire par 29 à 16. Les Tonga perdent aussi leurs deux autres matchs du premier tour.
Ils ne se qualifient pas pour la Coupe du monde de rugby 1991. En 1994, ils sont champions du Pacifique Sud.
Les Tonga se qualifient pour la Coupe du monde de rugby 1995 en devançant les Fidji à la différence de points. Cependant, ils ne réussissent à remporter que deux victoires lors des Coupes du monde de 1995 et 1999, respectivement contre la Côte d'Ivoire et l'Italie.
L'équipe des Tonga perd tous ses matchs de la Coupe du monde de rugby 2003, résistant cependant bien contre le pays de Galles (défaite 20 à 27).
Lors de la Coupe du monde de rugby 2007, ils remportent deux victoires contre les États-Unis et les Samoa (19-15) (alors que quelques mois auparavant ils sont battus 50 à 3 par ces derniers). Mais leur plus grosse performance est réalisée contre l'Afrique du Sud, qui pour ce match avait fait jouer l'équipe bis. La victoire sur le fil des Sud-Africains (30-25) n'est due qu'à un faux rebond sur un coup de pied à suivre de Pierre Hola qui part en touche. Ils perdent finalement leur dernier match de poule contre l'Angleterre et manquant de peu la qualification pour les quarts de finale.
Pendant la Coupe du monde 2011, les Tongiens affrontent les Néo-Zélandais en match d'ouverture et perdent 41 à 10, un score honorable. Après la défaite face aux Canadiens (25-20), les Tonga triomphent du Japon (31-18). Le 1er octobre 2011, le XV des Tonga crée la surprise en battant l'équipe de France sur le score de 19 à 14 lors du dernier match de poule. L'équipe des Tonga avec deux victoires et deux défaites, tout comme la France, rate le quart de finale à cause des trois points de bonus (deux offensifs et un défensif) empochés par le XV de France contre un seul par les Tonga.
A la coupe du monde 2015, les tongiens s'inclinent contre la Nouvelle-Zélande (47-9), l'Argentine (45-16) et la Géorgie (17-10). Ils ne gagnent que contre la Namibie (35-21). 
À la coupe du monde 2019, les joueurs tongiens résistent vaillamment contre la France (21-19) et s'inclinent aussi contre l'Argentine (28-12) et l'Angleterre (35-3). Ils remportent cependant leur dernier match contre les États-Unis (19-31). 
À la Coupe du monde 2023, les Tonga sont dans la "poule de la mort" puisqu'elle ne contient pas moins de trois équipes du Top 5 mondial (Afrique du Sud, Irlande et Écosse). Le XV tongien perd respectivement ces trois matchs (49-18),(59-15),(45-17) mais l'emporte face à la Roumanie (45-24).

## Résultats

### Parcours en Coupe du monde
| Année | Position      | Année | Position    | Année | Position    | Année | Position    |
| ----- | ------------- | ----- | ----------- | ----- | ----------- | ----- | ----------- |
| 1987  | 4e de poule   | 1999  | 3e de poule | 2011  | 3e de poule | 2023  | 4e de poule |
| 1991  | Non qualifiés | 2003  | 5e de poule | 2015  | 4e de poule |       |             |
| 1995  | 3e de poule   | 2007  | 3e de poule | 2019  | 4e de poule |       |             |

### Parcours en Coupe des nations du Pacifique
| Année | Position | Année | Position | Année | Position          | Année | Position |
| ----- | -------- | ----- | -------- | ----- | ----------------- | ----- | -------- |
| 2006  | 4e       | 2010  | 4e       | 2014  | 3e conférence Sud | 2018  | 2e       |
| 2007  | 5e       | 2011  | 2e       | 2015  | 3e                | 2019  | 5e       |
| 2008  | 6e       | 2012  | 3e       | 2016  | 3e                | 2022  | 4e       |
| 2009  | 5e       | 2013  | 3e       | 2017  | 2e                |       |          |

## Les Tonga
Quelques chiffres :
- Fédération (Tonga Rugby Football Union) créée en 1923.
- 62 clubs, 10 provinces, 7 800 licenciés dont 2 600 femmes.

## Statistiques

### Statistiques sur les confrontations
| \| \| Classement World Rugby des équipes nationales de rugby à XV \| v · d · m \| | \| \| Classement World Rugby des équipes nationales de rugby à XV \| v · d · m \| | \| \| Classement World Rugby des équipes nationales de rugby à XV \| v · d · m \| | \| \| Classement World Rugby des équipes nationales de rugby à XV \| v · d · m \| |
| --------------------------------------------------------------------------------- | --------------------------------------------------------------------------------- | --------------------------------------------------------------------------------- | --------------------------------------------------------------------------------- |
| Les 30 meilleures nations du classement World Rugby au 2 novembre 2019            |                                                                                   |                                                                                   |                                                                                   |
| Rang                                                                              | +/- places*                                                                       | Pays                                                                              | Points                                                                            |
| 1                                                                                 | 1                                                                                 | Afrique du Sud                                                                    | 94.19                                                                             |
| 2                                                                                 | 1                                                                                 | Nouvelle-Zélande                                                                  | 92.11                                                                             |
| 3                                                                                 | 2                                                                                 | Angleterre                                                                        | 88.82                                                                             |
| 4                                                                                 | Stable                                                                            | Pays de Galles                                                                    | 85.02                                                                             |
| 5                                                                                 | Stable                                                                            | Irlande                                                                           | 84.45                                                                             |
| 6                                                                                 | Stable                                                                            | Australie                                                                         | 81.90                                                                             |
| 7                                                                                 | Stable                                                                            | France                                                                            | 80.88                                                                             |
| 8                                                                                 | Stable                                                                            | Japon                                                                             | 79.28                                                                             |
| 9                                                                                 | Stable                                                                            | Écosse                                                                            | 79.23                                                                             |
| 10                                                                                | Stable                                                                            | Argentine                                                                         | 78.31                                                                             |
| 11                                                                                | Stable                                                                            | Fidji                                                                             | 76.21                                                                             |
| 12                                                                                | Stable                                                                            | Italie                                                                            | 72.04                                                                             |
| 13                                                                                | Stable                                                                            | Tonga                                                                             | 71.44                                                                             |
| 14                                                                                | Stable                                                                            | Géorgie                                                                           | 71.26                                                                             |
| 15                                                                                | Stable                                                                            | Samoa                                                                             | 70.72                                                                             |
| 16                                                                                | Stable                                                                            | Espagne                                                                           | 68.15                                                                             |
| 17                                                                                | Stable                                                                            | États-Unis                                                                        | 68.10                                                                             |
| 18                                                                                | Stable                                                                            | Uruguay                                                                           | 67.41                                                                             |
| 19                                                                                | Stable                                                                            | Roumanie                                                                          | 66.69                                                                             |
| 20                                                                                | Stable                                                                            | Russie                                                                            | 63.09                                                                             |
| 21                                                                                | Stable                                                                            | Portugal                                                                          | 61.33                                                                             |
| 22                                                                                | Stable                                                                            | Canada                                                                            | 61.12                                                                             |
| 23                                                                                | Stable                                                                            | Namibie                                                                           | 61.01                                                                             |
| 24                                                                                | Stable                                                                            | Hong Kong                                                                         | 59.64                                                                             |
| 25                                                                                | Stable                                                                            | Pays-Bas                                                                          | 58.46                                                                             |
| 26                                                                                | Stable                                                                            | Brésil                                                                            | 57.84                                                                             |
| 27                                                                                | Stable                                                                            | Belgique                                                                          | 57.35                                                                             |
| 28                                                                                | Stable                                                                            | Allemagne                                                                         | 54.96                                                                             |
| 29                                                                                | Stable                                                                            | Chili                                                                             | 54.56                                                                             |
| 30                                                                                | Stable                                                                            | Suisse                                                                            | 53.19                                                                             |
| *Changement par rapport à la semaine dernière                                     |                                                                                   |                                                                                   |                                                                                   |
|                                                                                   | Classement World Rugby des équipes nationales de rugby à XV                       | v · d · m                                                                         |                                                                                   |

- Au 25 décembre 2017, tandis que la Nouvelle-Zélande caracole toujours à la première place et que la France est neuvième, les Tonga tiennent leur rang de treizièmes.
- Ci-dessous le tableau récapitulatif des matchs officiels disputés par l'équipe des Tonga[5].

| Adversaire                | Matchs | Victoires | Nuls | Défaites | % de victoires |
| ------------------------- | ------ | --------- | ---- | -------- | -------------- |
| Angleterre                | 2      | 0         | 0    | 2        | 0,0            |
| Afrique du Sud            | 2      | 0         | 0    | 2        | 0,0            |
| Argentine                 | 1      | 0         | 0    | 1        | 0,0            |
| Australie                 | 4      | 1         | 0    | 3        | 25,0           |
| Canada                    | 8      | 3         | 0    | 5        | 37,5           |
| Chili                     | 1      | 1         | 0    | 0        | 100,0          |
| Îles Cook                 | 3      | 3         | 0    | 0        | 100,0          |
| Côte d'Ivoire             | 1      | 1         | 0    | 0        | 100,0          |
| Écosse                    | 4      | 1         | 0    | 3        | 25,0           |
| États-Unis                | 8      | 7         | 0    | 1        | 87,5           |
| Fidji                     | 88     | 26        | 3    | 59       | 29,6           |
| France                    | 5      | 2         | 0    | 3        | 40,0           |
| Pays de Galles            | 7      | 0         | 0    | 7        | 0,0            |
| Géorgie                   | 4      | 2         | 0    | 2        | 50,0           |
| Irlande                   | 2      | 0         | 0    | 2        | 0,0            |
| Italie                    | 4      | 1         | 0    | 3        | 25,0           |
| Japon                     | 16     | 9         | 0    | 7        | 56,3           |
| Namibie                   | 2      | 2         | 0    | 0        | 100,0          |
| Nouvelle-Zélande          | 5      | 0         | 0    | 5        | 0,0            |
| Māori de Nlle Zélande     | 12     | 4         | 0    | 8        | 33,3           |
| Papouasie-Nouvelle-Guinée | 2      | 2         | 0    | 0        | 100,0          |
| Portugal                  | 1      | 1         | 0    | 0        | 100,0          |
| Roumanie                  | 2      | 1         | 0    | 1        | 50,0           |
| Samoa                     | 61     | 25        | 4    | 32       | 41,0           |
| Zimbabwe                  | 1      | 1         | 0    | 0        | 100,0          |
| Total                     | 246    | 93        | 7    | 146      | 37,8           |

### Statistiques individuelles
(décembre 2024).
- Si vous ne connaissez pas le sujet, laissez ce bandeau (vous pouvez alors contacter les auteurs).
- Si vous supprimez le contenu mis en cause (vous pouvez préalablement contacter les auteurs),

argumentez précisément cette suppression dans la page de discussion
(un manque de référence n'est pas un argument ; une recherche réelle de référence doit avoir été effectuée, être formellement documentée).

#### Record de sélections
| Rang | Joueur           | Activité  | Sélections |
| ---- | ---------------- | --------- | ---------- |
| 1    | Sonatane Takulua | 2014-     | 57         |
| 2    | Nili Latu        | 2006-2017 | 48         |
| 3    | Vungakoto Lilo   | 2007-2018 | 44         |
| 4    | Siale Piutau     | 2011-2019 | 43         |
| 5    | Elisi Vunipola   | 1990-2005 | 41         |
| 5    | Steve Mafi       | 2010-     | 41         |
| 6    | Kurt Morath      | 2009-2021 | 40         |
| 8    | Pierre Hola      | 1998-2009 | 39         |
| 8    | Benhur Kivalu    | 1998-2005 | 39         |
| 10   | Aleki Lutui      | 1999-2015 | 38         |

N.B. : en gras les joueurs encore en activité
Les capes ne sont accordées que pour des rencontres internationales ; dans le cadre d'une tournée, seuls les test-matchs contre la nation hôte de la tournée sont ainsi comptabilisées, au contraire des matchs contre des équipes locales de provinces ou de clubs qui sont considérés comme de simples entraînements.

#### Meilleurs marqueurs d'essais
| Rang | Joueur           | Activité  | Essais |
| ---- | ---------------- | --------- | ------ |
| 1    | Fetu'u Vainikolo | 2011-2016 | 18     |
| 2    | Sonatane Takulua | 2014-     | 16     |
| 3    | Josh Taumalolo   | 1996-2007 | 14     |
| 4    | Vungakoto Lilo   | 2007-2018 | 12     |
| 5    | Pierre Hola      | 1998-2009 | 10     |
| 5    | Fepikou Tatafu   | 1996-2002 | 10     |
| 7    | Viliame Iongi    | 2011-2016 | 9      |
| 7    | Benhur Kivalu    | 1998-2005 | 9      |
| 7    | Telusa Veainu    | 2015-     | 9      |
| 10   | Elisi Vunipola   | 1990-2005 | 8      |

N.B. : en gras les joueurs encore en activité

#### Meilleurs réalisateurs
| Rang | Joueur             | Activité  | Points |
| ---- | ------------------ | --------- | ------ |
| 1    | Kurt Morath        | 2009-2021 | 340    |
| 2    | Pierre Hola        | 1998-2009 | 312    |
| 3    | Sonatane Takulua   | 2014-     | 273    |
| 4    | Sateki Tuipulotu   | 1993-2003 | 190    |
| 5    | Fangatapu Apikotoa | 2004-2014 | 147    |
| 6    | Josh Taumalolo     | 1996-2007 | 118    |
| 7    | Gustavo Tonga      | 1996-2001 | 114    |
| 8    | Vungakoto Lilo     | 2007-2018 | 87     |
| 9    | Fetu'u Vainikolo   | 2011-2016 | 85     |
| 10   | Fepikou Tatafu     | 1996-2002 | 50     |
| 10   | Elisi Vunipola     | 1990-2005 | 50     |

N.B. : en gras les joueurs encore en activité

## L'équipe actuelle
Effectif retenu pour la Coupe du monde 2023 en août 2023. Le 30 août, le deuxième ligne Leva Fifita est appelé comme 33e joueur, et complète l'effectif tongien.
Le 19 septembre, il est annoncé que Feao Fotuaika et Otumaka Mausia déclarent forfait, ils sont respectivement remplacés par Siate Tokolahi et Patrick Pellegrini.
 (Mis à jour le 16 septembre 2023)
Trois jours plus tard, Solomone Funaki déclare lui aussi forfait à son tour, il est remplacé par Penitoa Finau.
Le 29 septembre, le talonneur Sione Anga'aelangi est convoqué pour remplacer Siua Maile blessé.

### Avants
| Nom                    | Naissance         | Sélections (points marqués) | Club                  | Année de 1resélection |
| Pilier                 | Pilier            | Pilier                      | Pilier                | Pilier                |
| ---------------------- | ----------------- | --------------------------- | --------------------- | --------------------- |
| Joe 'Apikotoa          | 18 juillet 1996   | 5 (0)                       | Moana Pasifika        | 2022                  |
| Siegfried Fisiihoi     | 8 juin 1987       | 26 (15)                     | Section paloise       | 2017                  |
| Tau Koloamatangi       | 3 janvier 1995    | 9 (0)                       | Moana Pasifika        | 2022                  |
| Paula Latu             | 14 février 1996   | 2 (0)                       | Southland             | 2023                  |
| Ben Tameifuna          | 30 août 1991      | 31 (15)                     | Union Bordeaux Bègles | 2017                  |
| Siate Tokolahi         | 16 mars 1992      | 5 (0)                       | Section paloise       | 2022                  |
| Talonneur              |                   |                             |                       |                       |
| Sione Anga'aelangi     | 7 janvier 1988    | 6 (0)                       | Stade niçois          | 2016                  |
| Sam Moli               | 24 décembre 1998  | 16 (30)                     | Moana Pasifika        | 2021                  |
| Paula Ngauamo          | 19 février 1990   | 31 (10)                     | Castres olympique     | 2014                  |
| Deuxième ligne         |                   |                             |                       |                       |
| Adam Coleman           | 7 octobre 1991    | 3 (0)                       | Union Bordeaux Bègles | 2023                  |
| Leva Fifita            | 29 juillet 1989   | 33 (20)                     | Oyonnax rugby         | 2017                  |
| Sam Lousi              | 20 juillet 1991   | 16 (5)                      | Scarlets              | 2019                  |
| Steve Mafi             | 9 décembre 1989   | 41 (10)                     | Oyonnax rugby         | 2010                  |
| Troisième ligne aile   |                   |                             |                       |                       |
| Penitoa Finau          | 17 décembre 1993  | 1 (0)                       | Moana Pasifika        | -                     |
| Tanginoa Halaifonua    | 20 septembre 1996 | 15 (5)                      | Stade français        | 2021                  |
| Sione Havili Talitui   | 25 janvier 1998   | 14 (0)                      | Crusaders             | 2022                  |
| Semisi Paea            | 17 avril 1999     | 7 (0)                       | Bay of Plenty         | 2022                  |
| Troisième ligne centre |                   |                             |                       |                       |
| Vaea Fifita            | 17 juin 1992      | 10 (10)                     | Scarlets              | 2022                  |
| Sione Vailanu          | 27 septembre 1995 | 15 (25)                     | Glasgow Warriors      | 2017                  |

### Arrières
| Nom                | Naissance         | Sélections (points marqués) | Club              | Année 1re sélection |
| Demi de mêlée      | Demi de mêlée     | Demi de mêlée               | Demi de mêlée     | Demi de mêlée       |
| ------------------ | ----------------- | --------------------------- | ----------------- | ------------------- |
| Manu Paea          | 17 septembre 2001 | 10 (0)                      | Moana Pasifika    | 2022                |
| Augustine Pulu     | 4 janvier 1990    | 6 (10)                      | Hino Red Dolphins | 2022                |
| Sonatane Takulua   | 11 janvier 1991   | 57 (273)                    | SU Agen           | 2014                |
| Demi d'ouverture   |                   |                             |                   |                     |
| William Havili     | 9 septembre 1998  | 14 (95)                     | Moana Pasifika    | 2022                |
| Patrick Pellegrini | 28 septembre 1998 | 6 (5)                       | Coventry          | 2023                |
| Centre             |                   |                             |                   |                     |
| Pita Ahki          | 24 septembre 1992 | 7 (5)                       | Stade toulousain  | 2023                |
| Malakai Fekitoa    | 10 mai 1992       | 10 (0)                      | Benetton Trévise  | 2022                |
| George Moala       | 5 novembre 1990   | 6 (5)                       | ASM Clermont      | 2022                |
| Afusipa Taumoepeau | 26 janvier 1990   | 17 (10)                     | USA Perpignan     | 2021                |
| Ailier             |                   |                             |                   |                     |
| Fine Inisi         | 19 mai 1998       | 8 (5)                       | Moana Pasifika    | 2021                |
| Solomone Kata      | 3 décembre 1994   | 12 (20)                     | Exeter Chiefs     | 2021                |
| Kyren Taumoefolau  | 8 mai 2003        | 5 (20)                      | Tonga à sept      | 2023                |
| Anzelo Tuitavuki   | 10 octobre 1998   | 8 (5)                       | Moana Pasifika    | 2022                |
| Arrière            |                   |                             |                   |                     |
| Charles Piutau     | 31 octobre 1991   | 8 (0)                       | Bristol Bears     | 2022                |

## Entraîneurs
| Entraîneur                 | Période d’activité |
| -------------------------- | ------------------ |
| Fakahau Valu (en)          | 1995               |
| ?                          | 1996-1999          |
| Polutele Tu'ihalamaka (en) | 1999-1999          |
| Vaita Ueleni               | 2000-2001          |
| Jim Love (en)              | 2001-2003          |
| Viliami Ofahengaue         | 2004-2005          |
| Adam Leach                 | 2006-2007          |
| Quddus Fielea (en)         | 2007-2010          |
| Isitolo Maka               | 2010-2011          |
| Toutai Kefu                | 2012               |
| Mana Otai                  | 2012-2015          |
| Toutai Kefu                | 2016 -             |

## Joueurs emblématiques
- Inoke Afeaki
- Fangatapu Apikotoa
- Kuli Faletau
- Ipolito Fenukitau
- Taufa'ao Filise
- Pierre Hola
- Suka Hufanga
- Sione Kalamafoni
- Benhur Kivalu
- Nili Latu
- Tonga Lea'aetoa
- Vungakoto Lilo
- Lua Lokotui
- Aleki Lutui
- Viliami Ma'asi
- Steve Mafi
- Finau Maka
- Sililo Martens
- Maama Molitika
- Kurt Morath
- Siale Piutau
- Kisi Pulu
- Hale T-Pole
- Epi Taione
- Ephraim Taukafa
- Josh Taumalolo
- Sona Taumalolo
- Tevita Taumoepeau
- Soane Tonga'uiha
- Sateki Tuipulotu
- Sione Tuipulotu
- Viliami Vaki
- Fetu'u Vainikolo
- Elisi Vunipola
- Fe'ao Vunipola
- Manu Vunipola